# 161975 Kincsem
161975 Kincsem este un asteroid din centura principală de asteroizi.

## Descriere
161975 Kincsem este un asteroid din centura principală de asteroizi. A fost descoperit pe 8 iunie 2007 la Piszkesteto de Krisztián Sárneczky. Asteroidul prezintă o orbită caracterizată de o semiaxă mare de 2,57 ua, o excentricitate de 0,25 și o înclinație de 17,8° în raport cu ecliptica.